# Vitanová
Vitanová is een Slowaakse gemeente in de regio Žilina, en maakt deel uit van het district Tvrdošín.
Vitanová telt 1.292 inwoners.